# Aegiphila saltensis
Aegiphila saltensis là một loài thực vật có hoa trong họ Hoa môi. Loài này được Legname mô tả khoa học đầu tiên năm 1973.